# Virginie Cueff
Virginie Cueff (Brest, 18 de junio de 1988) es una deportista francesa que compite en ciclismo en la modalidad de pista, especialista en la prueba de keirin.
Ganó dos medallas en el Campeonato Europeo de Ciclismo en Pista, plata en 2015 y bronce en 2013.
Participó en dos Juegos Olímpicos de Verano, Londres 2012 y Río de Janeiro 2016, ocupando el sexto lugar en la prueba de velocidad por equipos en ambas ocasiones.

## Medallero internacional
| Campeonato Europeo | Campeonato Europeo       | Campeonato Europeo | Campeonato Europeo |
| Año                | Lugar                    | Medalla            | Competición        |
| ------------------ | ------------------------ | ------------------ | ------------------ |
| 2013               | Apeldoorn (Países Bajos) | Medalla de bronce  | Keirin             |
| 2015               | Grenchen (Suiza)         | Medalla de plata   | Keirin             |